# 巴伦西亚 (东内格罗省)

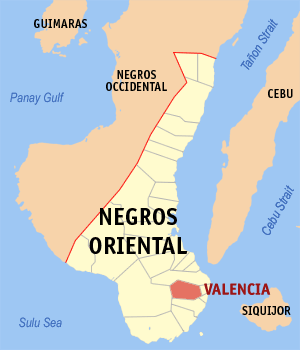
东内格罗省的地图，示巴伦西亚镇所在地

巴伦西亚（Valencia）是菲律宾东内格罗省的一座城市。面积147.49平方公里。根据2015年人口普查结果，巴伦西亚拥有34,852名居民。